# Трудова злополука
Според българското законодателство, трудова злополука е всяко внезапно увреждане на здравето, станало по време и във връзка или по повод на извършваната работа, както и при всяка работа, извършена в интерес на предприятието, когато е причинило временна неработоспособност, трайно намалена работоспособност или смърт на осигуреното лице.
„Трудова“ се нарича и злополуката, станала с работника по време на обичайния път при отиване или при връщане от работното място до:
1. основното място на живеене или до друго допълнително място на живеене с постоянен характер;
2. мястото, където осигуреният обикновено се храни през работния ден;
3. мястото за получаване на възнаграждение. 1

## Общи положения
Всяко работещо лице, което има сключен договор (трудов или граждански) и ежемесечно бива осигурявано по ДОО (Държавно обществено осигуряване) и по-конкретно във фонд „Трудова злополука и професионална болест“ (за трудова злополука и професионална болест, което включва инвалидност, смърт, временна неработоспособност и временно намалена работоспособност, поради трудова злополука и професионална болест) има право на обезщетение в случай на настъпила трудова злополука.
На задължително застраховане подлежат работниците и служителите, които извършват работа в основната и спомагателната дейност на предприятия, принадлежащи към икономическа дейност с трудов травматизъм, равен или по-висок от средния за страната.
Не подлежат на задължително застраховане работниците и служителите, застраховани на друго основание за риска „трудова злополука“, самоосигуряващите се лица, както и работещите в МО, МВР, Държавната агенция „Гражданска защита“.
За трудова не се счита злополука, при която работникът умишлено е навредил на здравето си.
За внезапно увреждане на здравето не се считат патологични състояния вследствие на заболяване от каквото и да е естество, включително епилепсия, хронична исхемична болест на сърцето (във всичките ѝ клинични форми, включително миокарден инфаркт), мозъчен инсулт, захарен диабет, атеросклероза, високо кръвно налягане, душевни болести. 2

## Класификация на трудовите злополуки
При трима или повече пострадали е налице „аварийна трудова злополука“.
За „тежка“ се приема трудова злополука, при която е налице загуба на трудоспособност над 50%.

### По критерий „работно място“, трудовите злополуки биват
- свързани с производствената дейност;
- приравнени към трудовите злополуки

### По критерий „изход от злополуката“, трудовите злополуки биват
- смъртни;
- със загуба на трудоспособност:
• леки – до 3 дни;
• средно тежки – от 4 до 17 дни;
• тежки – над 17 дни
• инвалидни – с трайна загуба на работоспособност.

## Процедура за доказване на трудова злополука
1. При случването на всяка трудова злополука, пострадалото лице, непосредственият му ръководител или свидетел на злополуката са задължени незабавно да уведомят ръководителя (работодателя) на предприятието за допускането ѝ.
В случай на смъртна трудова злополука, на злополука, причинила увреждане на повече от трима работещи, както и на всяка злополука, за която има основание да се предполага, че ще доведе до инвалидност, ръководителя или упълномощеното от него длъжностно лице следва незабавно да уведомят следните институции:
• териториалното поделение (ТП) на Националния осигурителен институт;
• териториалната администрация на Изпълнителна агенция „Главна инспекция по труда“;
• органите на прокуратурата, както и други компетентни органи.
2. Незабавно след полученото уведомление, ръководителят на предприятието трябва да организира разследване на обстоятелствата, при които е настъпила злополуката. При разследването задължително се канят представители на работниците и служителите от комитета или групите по условия на труд и представители на синдикалните организации, ако има такива в предприятието. Разследването се провежда в следния ред:
• Проучване на мястото на злополуката;
• Изясняване на обстоятелствата около злополуката;
• Събиране на доказателства за причините за възникване на злополуката;
• Изготвяне на скици на мястото и обстоятелствата около злополуката;
• Възлагане на изготвянето на нужните оценки на специалисти;
• Вземане на показания от пострадалите, свидетелите и длъжностните лица;
• Изясняване на характера и причините за злополуката;
• Изготвяне на протокол за трудова злополука (виж образец), който съдържа следните данни:
```
♦ името на осигурителя;
♦ пострадалите лица;
♦ мястото и времето на злополуката;
♦ свидетелите на злополуката и данни за лицето, оказало 
първа помощ
;
♦ обща характеристика на работата, извършвана от пострадалия / пострадалите лица преди злополуката;
♦ специфичното физическо действие, извършвано от пострадалия / пострадалите лица при злополуката, и свързания с това действие материален фактор;
♦ отклонения от нормалните действия и условия и материалния фактор, свързан с тези отклонения;
♦ начина на увреждане и материалния фактор, причинил увреждането;
♦ допуснати нарушения на нормативните актове;
♦ лицата, допуснали нарушенията;
♦ необходимите мерки за недопускане на подобни злополуки.
```

3. Деклариране на трудовите злополуки – когато от събраните доказателства може да се предположи, че се касае за трудова злополука, ръководителят на осигурителя или упълномощеното от него длъжностно лице подават декларация в 4 екземпляра (виж образец) в Териториалното Поделение (ТП) на НОИ по регистрация на осигурителя. Срокът за това е 3 дни от датата на възникване на трудовата злополука. Посоченият срок има инструктивен характер и с изтичането му не отпада задължението на осигурителя да декларира злополуката. (Важно е да знаете, че за „настъпване на злополуката“ се счита не денят, в който реално се е случила, а денят, в който са се проявили последиците от нея. Например, ако работникът си удари главата по време на работа в понеделник, а започне да му се вие свят и да има главоболие, което го прави неработоспособен в петък, то за ден на настъпване на злополуката се счита петък.) Ако осигурителят не я декларира, пострадалият или неговите наследници имат право да го направят в срок една година от датата на възникването ѝ.
Ако има няколко пострадали лица, работодателят подава отделна декларация за всяко лице.
Документите, които придружават декларацията за всяко пострадало лице са, както следва:
• екземпляр от протокола за извършено разследване от осигурителя;
• писмени обяснения на пострадалото лице;
• писмени сведения от свидетелите на злополуката и лицата, които са оказали първа помощ. При липса на преки свидетели на злополуката се предоставят писмени сведения от лицата, които последно са разговаряли с пострадалия или последно са го видели непосредствено преди злополуката и/или лицата, които първи са открили пострадалия след злополуката;
• копие на документи, свързани с трудовата дейност на пострадалото лице – трудов договор, заповед за назначаване, допълнителни споразумения, длъжностна характеристика, присъствена книга и др.;
• копие на медицински документи, свързани с вида и степента на увреждането – болничен лист; епикризи, амбулаторни листове от извършени медицински прегледи, аутопсионен протокол, препис-извлечение от акт за смърт и др.;
• други документи в зависимост от случая – заповед за командироване, протокол за пътнотранспортно произшествие, удостоверение за наследници и др. 3, 4, 9

## Трудова злополука и професионална болест
Професионална болест е заболяване, което е настъпило изключително или предимно под въздействието на вредните фактори на работната среда или работния процес и което е включено в ежегодно актуализиран Списък на професионалните болести, издаден от Министерския съвет по предложение на министъра на здравеопазването.
За професионална болест може да се признае и заболяване, невключено в горепосочения Списък, когато се установи, че то е причинено основно и пряко от обичайната трудова дейност на осигуреното лице / работника и е му причинило трайно намалена работоспособност или смърт.
Към професионалната болест се отнасят също и нейното усложнение и късните ѝ последици. 6, 8

## Правни последици
Определянето на една злополука като трудова дава основание на пострадалото лице или на неговите наследници да търсят обезщетение както по линия на НОИ (обезщетение и/или пенсия по обществено осигуряване), така и във връзка с чл. 200 от Кодекса на труда: за вреди от трудова злополука или професионална болест, които са причинили временна нетрудоспособност, трайна неработоспособност над 50 на сто или смърт на работника или служител, работодателят отговаря имуществено, независимо от това дали негов орган или друг негов работник или служител има вина за настъпването им. Работодателят отговаря и когато трудовата злополука е причинена от непреодолима сила при или по повод изпълнението на възложената работа или на каквато и да е работа, извършена и без нареждане, но в интерес на работодателя, както и по време на почивка, прекарана в предприятието.
Пострадалото лице на основата на заключението от разследването, че злополуката е трудова, може да предяви иск пред съда срещу виновно длъжностно лице или работник от предприятието.
При доказана трудова злополука пострадалият работник или неговите наследници имат право на застрахователна сума в случай на сключена застраховка. Ежегодно се утвърждава списък на отраслите и дейностите, при които работещите задължително се застраховат за сметка на предприятието.
По закон работодателят носи имуществена отговорност за вредите от доказана трудова злополука независимо дали негов орган, работник или служител има вина за настъпването им, ако трудовият инцидент е довел до смърт, трайно (с 50 и над 50 на сто) или временно намалена работоспособност.
Важно е да се знае, че обезщетение за вреди може да се търси и в случаите, когато злополуката е причинена от непреодолима сила при или по повод изпълнението на възложената работа – при наводнение например. И дори, ако служителят е пострадал, докато е извършвал работа без нареждане, но тя е била в интерес на работодателя. 5
Въз основа на протокола за разследването и установените в него нарушения, контролните органи по труда могат да потърсят и административнонаказателна отговорност от работодателя и длъжностни лица, които са допуснали нарушения на трудовото законодателство. 7